# 科妮莉亞·萊西維茨
科妮莉亞·萊西維茨（2003年8月14日—）是一名波蘭女子田徑運動員，主攻400米赛跑項目。她曾獲得2021年世界U20田徑錦標賽女子400米亞軍。

## 外部連結
- 科妮莉亞·萊西維茨在的頁面
- 科妮莉亞·萊西維茨的Facebook專頁
- 科妮莉亞·萊西維茨的Instagram帳戶